# Macrosiphoniella soosi
Macrosiphoniella soosi är en insektsart. Macrosiphoniella soosi ingår i släktet Macrosiphoniella och familjen långrörsbladlöss. Inga underarter finns listade i Catalogue of Life.